# Vii

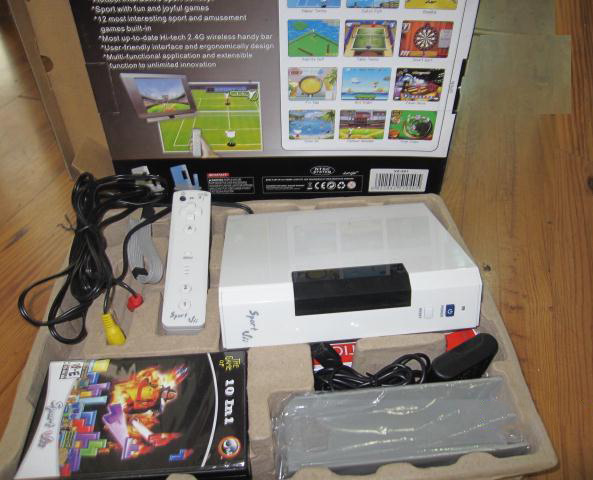
Vii

Vii (브이투, 威力棒 위력봉[*])는 2007년 중국에서 출시된 가정용 게임기로 Wii와 비슷한 외형을 하고 있다. 초기에 중국에서 1,280위안에 판매되었으나 2009년부터 443위안으로 할인되었다.(미국가 170 달러)
Vii는 Wii와 똑같이 무선 컨트롤러를 사용한다.
2008년에 일본에 V-Sports라는 이름으로 수출되었다.

## 평가
전 세계 각국의 네티즌들은 이 게임기가 닌텐도의 Wii를 표절했다며 비판하였고 게다가 차이나(China)와 닌텐도(Nintendo)의 합성어로 "친텐도(Chintendo/Chintendo Vii)"라는 별명까지 붙여졌다.